# 에조검은담비
에조검은담비(학명: Martes zibellina brachyura)는 족제비과 담비아과 담비속에 속하는 검은담비의 아종이다. 일본 북해도에 서식한다.
아이누어로 카스페키라(カスペキラ)라고 하는데, “주걱을 갖고 도망간다”는 뜻이다. 마을에 들어와 가재도구를 훔쳐가거나 가금류를 습격하는 데서 유래한 것으로 보인다.

## 분포
북해도 중부・북부・동부의 삼림지대에 서식한다. 관찰 사례는 북부와 동부가 많다.
메이지 시대까지는 북해도 전역에 서식했지만, 모피를 목적으로 남획되어 개체수가 감소해서 1920년(다이쇼 9년) 수렵이 금지되었고, 현재도 수렵수에서 제외되고 있다.
1940년대에 모피 채취를 위한 가축으로 혼슈의 산달이 북해도에 이입되었는데, 탈주해서 야생화된 산달이 북해도 남부에 서식하고 있다. 북해도 북부에서 야생화된 산달과 잡종이 발생할 가능성이 있어, 카스페키라 순수종의 개체수 감소가 우려되고 있다.

## 특징

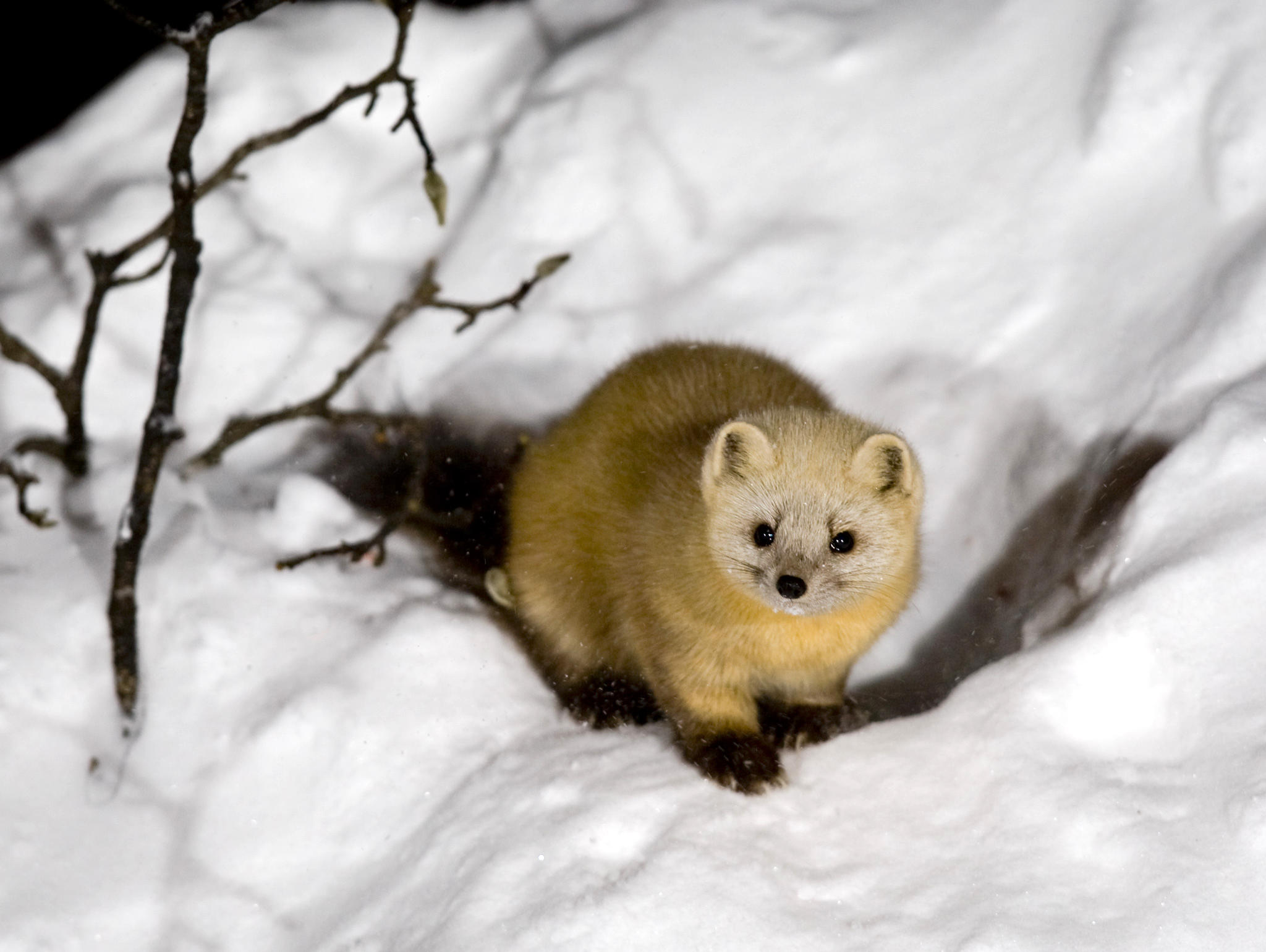

성체의 크기는 체장 약 40 - 50 cm. 꼬리 약 10 - 15 cm. 귀 약 3 - 3.5 cm. 체중 약 1 - 1.3 kg이다.
모색은 연한 계통의 희뿌연 황색, 암갈색, 혹은 그 중간 농도의 색 등 개체마다 농담이 다양하다. 앞다리와 뒷다리의 하박 부분은 털이 검고 꼬리털은 짙은 갈색이다. 겨울털이 여름털보다 색이 옅은데, 유라시아 대륙에 서식하는 검은담비 본종에 비해 겨울털이 더 옅다.
음경골 길이는 3 cm, 직경 1.5 mm, 끝이 Y자형으로 되어 있다.
이빨은 앞니가 위아래 각 6개, 송곳니가 위아래 각 2개, 전구치가 위아래 각 8개, 후구치가 위 4개 아래 4개, 합계 38개다. 유두는 흉부에는 없고 복부에 1쌍, 서혜부에 2쌍 해서 총 6개다. 발가락은 앞발 5개, 뒷발 5개 해서 합계 20개다.

## 생태
동면 하지 않고 1년 연중 활동하며, 활동 시간대도 특별히 정해진 것 없이 밤낮 모두 활동한다. 번식기 이외에는 단독행동한다. 신체 유연성이 매우 높다. 또한 경계심이 강해서 뒷다리만으로 서서 몸을 들고 주위를 둘러보는 행동을 자주 한다. 이 행동을 마카게(일본어: 目蔭)라고 한다. 나무타기에 능하며, 굵은 나무는 발톱을 세우고 오른다. 직경 2 cm 정도의 가는 나무에도 오를 수 있으며, 이 때는 발가락 끝으로 나무를 잡듯이 올라간다. 활동장소는 물가 부근이 많다.
보금자리로는 땅굴이나 나무구멍, 인간 거주지의 툇마루 밑이나 다락 등을 사용한다.
식성은 잡식성이다. 동물질은 각종 설치류와 조류, 양서류를 먹는데, 자기보다 덩치가 큰 에조눈토끼도 잡아먹는다. 나무 위에서는 에조청설모를 쫓아가 잡아먹는다. 식물질은 산뽕나무, 벚나무, 머루, 마타타비, 다래 등의 열매를 먹는다. 동물을 포식할 경우 머리를 먹지 않고 남기는 습성이 있는데, 두개골의 경도가 높아 먹지 못하는 것으로 추측된다.
다양한 울음소리를 내는데, 위협할 때는 “갸-우-규규”, “게-오우-” 등의 소리를 내고, 배회할 때는 조용히 “피야-피야-”하고 운다.

## 사육전시시설
카스페키라를 사육전시하고 있는 시설은 쿠시로시 동물원 뿐이다(2010년 1월 1일 시점).

## 참고 자료
- “エゾクロテンとは？”. 《北海道雑学百科ぷっちがいど》 (釧路市動物園). 〈動画あり〉 (2010年1月8日 執筆). 2010年1月17日(日)에 확인함. 다음 글자 무시됨: ‘ 和書 ’ (도움말);
- “かわいすぎるエゾクロテン”. 《北海道雑学百科ぷっちがいど》 (釧路市動物園). 〈動画あり〉 (2010年1月1日 執筆). 2010년 1월 24일에 원본 문서에서 보존된 문서. 2010年1月17日(日)에 확인함. 다음 글자 무시됨: ‘和書’ (도움말);
- 鈴木仁. “クロテン” (2008年). 北海道大学理学部生物科学科（生物学）. 2009년 5월 23일에 원본 문서에서 보존된 문서. 2010年1月17日(日)에 확인함. 다음 글자 무시됨: ‘和書’ (도움말);
- “ヤマグワ”. 《oNLINE植物アルバム》 (宮城教育大学 環境教育実践研究センター 安江研究室 鵜川研究室) (2003年6月27日 更新). 2010年1月18日(月)에 확인함. 다음 글자 무시됨: ‘ 和書 ’ (도움말);
- “哺乳類/爬虫類”. 《日本動物誌》 (京都大学電子図書館). 2001年. 2016년 3월 4일에 원본 문서에서 보존된 문서. 2010年1月17日(日)에 확인함. 다음 글자 무시됨: ‘和書’ (도움말);
- 村井雅之（ゆうふつ原野自然情報センター） (2009年4月2日 18:24). “エゾクロテン”. 《ふるさとネイチャーらんど - 勇払原野の自然》 (苫小牧民報社). 2010년 2월 1일에 원본 문서에서 보존된 문서. 2010年1月18日(月)에 확인함. 다음 글자 무시됨: ‘和書’ (도움말);
- 門崎允昭 (2009年10月20日). 《野生動物調査痕跡学図鑑》. 北海道出版企画センター. ISBN 978-4832809147. 다음 글자 무시됨: ‘ 和書 ’ (도움말);
- 米田政明 (2008年7月5日 第1刷発行). 〈クロテン〉.   阿部永 監修、自然環境研究センター 編集. 《日本の哺乳類》 改訂2版판. 東海大学出版会. p81쪽. ISBN 978-4486018025. 다음 글자 무시됨: ‘ 和書 ’ (도움말);
- 《広辞苑》. シャープ電子辞書 PW-9600 収録 第5版판. 岩波書店. 1998年 - 2001年. 다음 글자 무시됨: ‘ 和書 ’ (도움말);